# Jan Urban
Pour les articles homonymes, voir Urban (homonymie).
Jan Urban, né le 14 mai 1962 à Jaworzno, est un footballeur et international polonais. Il était attaquant.
Il n'a aucun lien de parenté avec le joueur tchèque du Zbrojovka Brno, qui porte exactement le même prénom et nom que lui.

## Biographie

### Une belle carrière en Pologne et en Espagne
Jan Urban joue dans plusieurs clubs polonais, comme le Zagłębie Sosnowiec ou le Górnik Zabrze. En 1985, il obtient sa première sélection avec la Pologne. L'année suivante, il participe à la Coupe du monde 1986 au Mexique, et se fait battre en huitièmes de finale par le Brésil quatre à zéro. En 1990, il tente sa chance en Espagne, à l'Osasuna Pampelune. En quatre années, Urban effectue la quasi-totalité des rencontres. Il est d'ailleurs le premier joueur à inscrire un coup du chapeau à Santiago Bernabéu, le stade du Real Madrid, lors de la victoire historique de son club quatre buts à zéro, le 30 décembre 1990. Après une saison pleine passée à Tolède, le Polonais tente l'expérience allemande avec le VfB Oldenburg, sans succès. Il retrouve donc en 1998 l'un des clubs qui l'a révélé, le Górnik Zabrze, pour finir sa carrière un a plus tard. 

### Son parcours d'entraîneur
En 2004, il revient en tant qu'entraîneur à l'Osasuna Pampelune. Après avoir coaché les jeunes de 2004 à 2005 et la réserve jusqu'en 2007, il revient dans son pays natal, pour diriger l'équipe première du Legia Varsovie. Dès sa première année dans le haut niveau en tant qu'entraîneur, Urban accroche la deuxième place du championnat, et remporte la Coupe de Pologne. Fort de cette belle saison, le Polonais est appelé par Leo Beenhakker pour devenir son adjoint le temps d'une compétition, le premier Championnat d'Europe auquel participe la Pologne. En 2010, il est démis de ses fonctions au Legia pour mauvais résultats, et retrouve pour quelque temps un poste au Polonia Bytom. Le 10 mars 2011, il signe un contrat avec le Zagłębie Lubin.
En 2014, il signe avec Osasuna en deuxième division espagnole, il est limogé le 1er mars 2015.

## Palmarès
- Joueur

Avec le Górnik Zabrze (2) :
- Champion de Pologne : 1986, 1987, 1988
- Vainqueur de la Supercoupe de Pologne : 1989

- Entraîneur :

Avec le Legia Varsovie (3) :
- Champion de Pologne : 2013
- Vainqueur de la Coupe de Pologne : 2008, 2013
- Vainqueur de la Supercoupe de Pologne : 2008

- Vice-champion de Pologne : 2008, 2009

Avec le Lech Poznań (2) :
- Vainqueur de la Supercoupe de Pologne : 2016
- Finaliste de la Coupe de Pologne : 2016